# Parasetodes maguirus
Parasetodes maguirus är en nattsländeart som först beskrevs av Martin E. Mosely 1948.  Parasetodes maguirus ingår i släktet Parasetodes och familjen långhornssländor. Inga underarter finns listade i Catalogue of Life.